# مکیدن شست

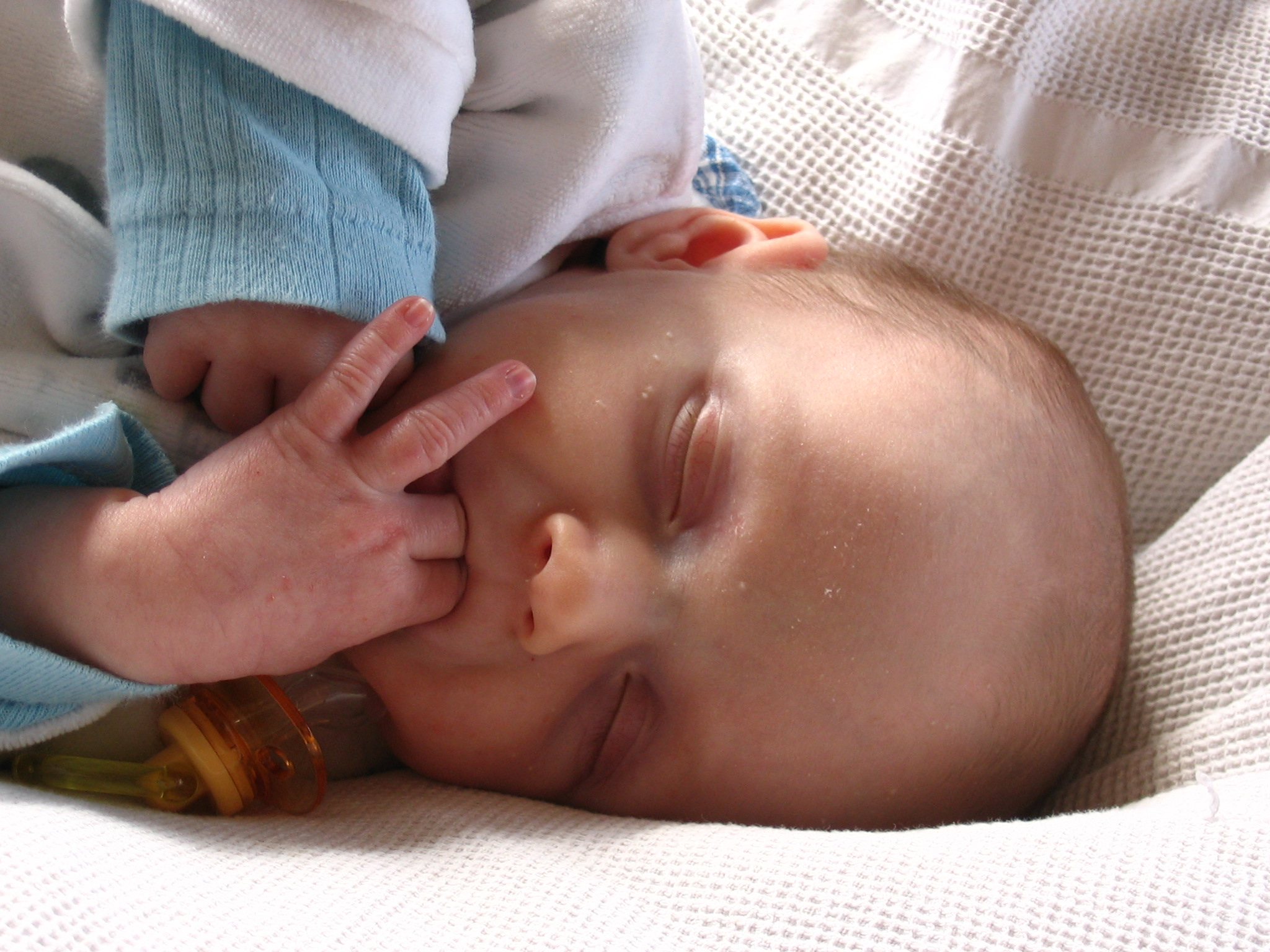
کودکان برای دادن آرامش به خود از پستانک، انگشت شست یا دیگر انگشتان استفاده می‌کنند.

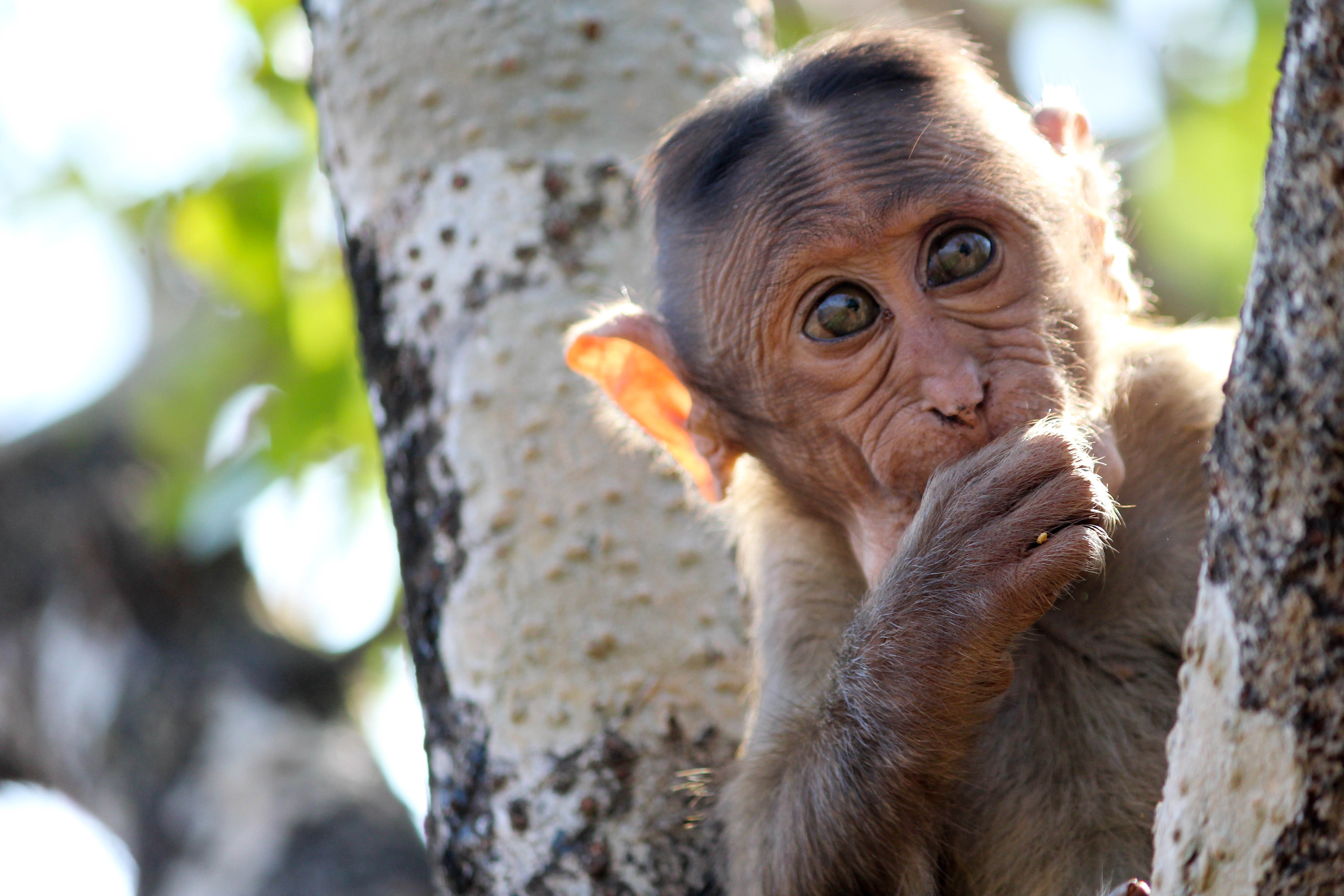
یک ماکاک بومی جنوب هندوستان در حال مکیدن انگشت.

مکیدن انگشت یا چوشیدن انگشت، رفتاری است که در انسان‌ها، شامپانزه‌ها، لمور دم‌حلقه‌ای و دیگر نخستی‌سانان دیده می‌شود. این رفتار معمولاً به شکل گذاشتن انگشت شست داخل دهان و مکیدن با آهنگ مشخص و پیوستهٔ آن برای مدت طولانی، دیده می‌شود. همچنین دیگر بخش‌های پوست بدن نیز می‌تواند برای مکیدن جذاب باشد مانند شست پا. این رفتار برای فرد بسیار آرام بخش است. هرچه این رفتار در بچه ادامه پیدا کند یک انگشت بیشتر برای مکیدن استفاده می‌شود.
هنگام تولد نوزاد یک تمایل غیرارادی به مکیدن هر چیزی که در دهانش قرار گیرد دارد، این تمایل برای شیردهی مورد نیاز است. نوزاد یادمی‌گیرد که  با مکیدن به مواد خوراکی، آغوش گرم و آرامش می‌رسد؛ که می‌تواند از سوی مادر، یا شیشه شیر یا پستانک تأمین شود. با بزرگ شدن کودک می‌تواند با روش‌های دیگری به آن حس آرامش دست یابد. تا چهار ماهگی تمایل غیرارادی و نیاز به مکیدن پایان می‌یابد اما عادت مکیدن می‌تواند همچنان ادامه داشته باشد.
مکیدن انگشت معمولاً تا سن پنج سالگی متوقف می‌شود، اما اگر بیش از آن ادامه پیدا کند؛ می‌تواند برای دندان‌ها و فرم کام بالای فرد ایجاد مشکل کند. بیشتر دندانپزشکان توصیه می‌کنند هر چه زودتر این عادت را در کودک متوقف کنید؛ اما مادامی که این عادت تا پیش از رشد دندان‌های دائمی، حدود پنج سالگی، وجود دارد، آسیب‌های آن همچنان قابل برطرف کردن است.

## مشکل در دندان‌ها

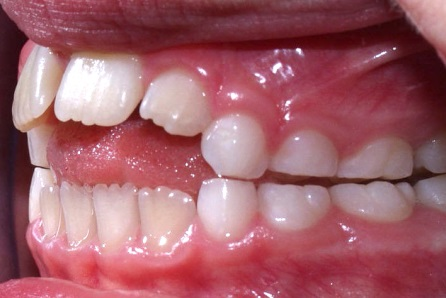
تغییر شکل غیرطبیعی فک و آسیب به زبان، در یک دختر ۷ ساله.

بیشتر بچه‌ها خود به خود مکیدن انگشت را بین ۲ تا ۴ سال ترک می‌کنند تا این سن هیچ مشکلی برای دندان‌ها یا فک ایجاد نمی‌شود تا زمانی که دندان‌های دائمی ایجاد شوند. اگر عادت مکیدن بین ۶ تا ۸ سالگی ادامه یابد آنوقت باید نگران شد؛ چون در این هنگام شکل کام و دندان‌ها دگرگون می‌شود. به این صورت که با بستن دهان دندان‌های فرد روی هم قرار نمی‌گیرند؛ این تغییر ظاهر به دلیل فشاری است که از سوی ماهیچه شیپوری وارد شده‌است. علاوه بر این تغییر شکل دندان، امکان عفونت و بیماری به دلیل قرارگیری انگشت آلوده در دهان نیز وجود دارد. این عادت در کودک می‌تواند باعث ایجاد حس متفاوت بودن و فشارهای روانی از سوی همسالان او نیز بشود.
برخی پدر و مادرها برای قطع عادت مکیدن، مواد تند یا تلخ بر روی انگشت کودک می‌مالند، البته این روش از سوی انجمن دندان‌پزشکان آمریکا توصیه نمی‌شود.

## راه حل
انجمن دندان پزشکان آمریکا برای از میان بردن عادت مکیدن به افراد توصیه می‌کند که:
- کودک را به مک نزدن تشویق کنید به جای آنکه او را هنگام مکیدن سرزنش کنید.
- اگر یک کودک به دلیل احساس ناامنی یا نیاز به آرامش مشغول مکیدن است، تلاش کنید که احساس نگرانی و ناامنی او را برطرف کنید و به او آرامش دهید.
- اگر کودک به دلیل احساس کسالت انگشت می‌مکد او را سرگرم کنید و توجهش را به کارهای جذاب جلب کنید.
- از فرزندان بزرگتر برای از میان بردن این عادت کمک بگیرید.
- از یک پزشک کودکان بخواهید برای نوزاد آثار منفی مک زدن انگشت را توضیح دهد.
- اگر هیچ‌یک از موارد بالا اثرگذار نبود آنگاه از دستکش استفاده کنید یا شست نوزاد را ببندید.
- از محافظ فیزیکی دور انگشت برای از بین بردن عادت استفاده کنید.

پژوهش‌ها نشان داده‌است که استفاده از محافظ‌های فیزیکی به دور شست نسبت به استفاده از مواد تلخ یا تند بر روی انگشت، تا ۹۰٪ موفق تر بوده‌است. این محافظ‌ها باعث می‌شود احساس آرامشی که با مکیدن به دست می‌آمد دیگر به وجود نیاید. غیر از محافظ‌های فلزی و پلاستیکی محافظ‌های پارچه ای نیز برای این منظور وجود دارد.